# Lorp-Sentaraille
Lorp-Sentaraille é uma comuna francesa na região administrativa de Occitânia, no departamento de Ariège.